# Seznam slovenskih prevajalcev
Seznam slovenskih prevajalcev.

## A
Jože Abram - Louis Adamič - Miroslav Adlešič - Draga Ahačič - Ciril Ahlin - Damián Ahlin - Tanja Ahlin - Bojan Albahari - Fran Albreht -
Jakob Aleksič - Mohsen Alhady - Marko Aljančič -  Ana Ambrož -
Jana Ambrožič - Rudolf Andrejka - Ivo Antič - Stana Anželj - Anton Anžič -
Andrej Arko - Selina Ambrož - Jean François Arnšek -
Imre Augustič -
Miha Avanzo - France Avčin - Lilijana Avčin - Branko Avsenak - Mirko Avsenak - Vinko Avsenak -

## B
Gabriela Babnik Ouattara - Bea Baboš Logar - Marijan Bajc - Drago Bajt -
Miro Bajt - Katarina Bajželj Žvokelj - Ana Bakan -
Miháo Bakoš - Srečko Balent - Milko Bambič - Dušan Baran - Štefan Barbarič - Ana Barič Moder - Matic Batič - Jana Bauer -
Jan Baukart -
Sandra Baumgartner -
Kasilda Bedenk - Ana Beguš -
Andrej Bekeš - Anjuša Belehar - Sonja Benčina - František Benhart - Anton Berce - Sonja Berce - Marianna Leonidovna Berdašska -
Aleš Berger - Oton Berkopec - Darja Betocchi - France Bevk - France Bezlaj - Michael E. Biggins - Tina Bilban - Breda Biščak - Jernej Biščak - Ani Bitenc - Vinko Bitenc - Mateja Bizjak Petit - Dana Blaganje -
Andrej Blatnik -
Andreja Blažič Klemenc -
Katarina Bogataj Gradišnik - Franček Bohanec - Valter Bohinec -
Ana Bohte - Tamara Bohte?-
Alenka Bole Vrabec - Alojzij Bolhar - Matej Bor -
Rado Bordon - Božidar Borko - France Borko - Silvija Borovnik -
Vera Boštjančič Turk - Anja Božič - Blaž Božič (filolog) - Janez Božič - Kristina  Božič - Nada Božič - Neža Božič -
Fran Bradač - Marko Bratina -
Vasja Bratina - Igor Bratož - Marijan Brecelj  - Veronika Brecelj - Marijan (Nikolaj) Bregant - Kristina Brenk - Marina Bressan -
Marija (Mariča) Brezigar - Franc Brežnik - Pavel Brežnik - Staša Briški Bailey - Vera Brnčić-Šermazanova - Urška Brodar -
Maja Brodschneider Kotnik -
Ana Brvar - Andrej Budal -
Zmago Bufon - Avgust Bukovec - Nuša Bulatović-Kansky -
Franc Burgar - Peter Butkovič - Alfred Buttlar Moscon -

## C
Oroslav Caf - Stanko Cajnkar - Borut Cajnko - Ivan Cankar - Izidor Cankar -
Andrej Capuder - Majda Capuder -
Nada Carevska (r. Dragan) - Jana Cedilnik -
France Cegnar - Nika Cejan -Tatjana Cestnik - Sonja Cekova Stojanoska - Fran Celestin -
Vasja Cerar -
Valentina Cesaretti Orsini Mazza - Uršula Cetinski - Stanislava Chrobáková-Repar - Jan Ciglenečki - Jelka Ciglenečki -
Henrik Ciglič - Breda Cigoj Leben - Stojan Cigoj - Martina Clerici - Fanny S. Copeland -
Makso Cotič - Marko Crnkovič - Ivana Crovatin - Miljana Cunta - Martina Ožbot Currie -

## Č
Rudi Čačinovič - Janez Čandek - Dušan Čater -
Andrej Čebašek - Živa Čebulj - Jana Čede -  Gregor Timothy Čeh - Vanda Čehovin - Anton Čepon - Lavo Čermelj -
Urška P. Černe -
Vera Čertalič - Katja Čičigoj - Tone Čokan - Brane Čop -
Rosana Čop - Mihaela Čopič - Ivan Črnagoj - Ljubica Črnivec
Otmar Črnilogar - Darko Čuden - Marko Čuk - Silvester Čuk

## D
Radoslav Dabo -
Franc Dakskobler -
Jurij Dalmatin - Aleš Debeljak - Anton Debeljak - Tine Debeljak -
Božidar Debenjak -
Doris Debenjak - Ciril Debevec -
Janez Debevec - Jože Debevec - María Debevec Simčič -
Lijana Dejak - Gorazd Dekleva?- Marica Dekleva Modic - Milan Dekleva - Ferdo Delak - Narcis Dembskij -
Embrli Demiri - Miran Deržaj - Tatjana Detiček-Vujasinović -
Mia (Judita M.) Dintinjana - Veronika Dintinjana -
Karel Dobida - Ivan Dobnik -
Nadja Dobnik - Mojca Dobnikar - Lorena Dobrila - Anton Dokler - Anton Dolar - Jaro Dolar - Mladen Dolar - Ivan Dolenc - Jože Dolenc - Darko Dolinar - Dušan Dolinar - Ksenija Dolinar - Jože Dolničar - Tomaž Domicelj -
Darja Dominkuš - Akoš Dončec - Ivan Dornik -
Miriam Drev - Jaša Drnovšek - Josip Drobnič -
Marjeta Drobnič - Veronika Drolc - Nina Drstvenšek - Sonja Dular - Ana Duša -
Irena Duša Draž -
Zdravko Duša - Boštjan Dvořák -

## E
Anton Ekar - Jakob Emeršič - Anton Erjavec - Fran Erjavec - Zdenka Erbežnik - Viktor Eržen -

## F
Dragica Fabjan Andritsakos - Diomira Fabjan-Bajc - Pavel Fajdiga - (Gerhard Falkner) - Jožef Fanton de Brunn - Janez Fašalek - Bogomil Fatur - Damir Feigel - Edo Fičor -
Ludvik Filipič - Marta Filli - Fran Saleški Finžgar -
Srečko Fišer -
Jože Fistrovič -
Božidar Flegerič - Pavel Flere - Davorin Flis - Leonora Flis - Janoš Flisar - Nino Flisar - Djurdja Flere - Evald Flisar - Vladimir Foerster - Franjo Frančič - Doloroza Franko - Jasmin Franza - Matej Frelih - Ignacija Fridl Jarc - Ervin Fritz -
Jože Ftičar - Marijan Fuchs - Ljudevit Furlani

## G
Gabriella Gaál - Mateja Gaber - Vinko Gaberc -
Florence Gacoin Marks - Lidija Gačnik Gombač - Maja Gal Štromar - Engelbert Gangl -
Kajetan Gantar -
Ksenja Geister - Jaka Gerčar - Bogomil Gerlanc -
Bogdan Gjud - Alenka Glavan -
Polona Glavan - Tone Glavan -
Alenka Glazer - Janko Glazer - Franc Glinšek? - Joža Glonar - Neva Godnič-Godini - Cvetko Golar - Ludvik Modest Golia - Pavel Golia - Janko Golias -
Andrej Gollmayer - Anja Golob - Maila Golob - Mateja Gomboc -
Boštjan Gorenc - Vida Gorjup Posinković - Dušan Gorše -
Marjeta Gostinčar Cerar - Nina Gostiša -
Jurij Grabner -
Bogdan Gradišnik -
Branko Gradišnik -
Janez Gradišnik -
Alojz Gradnik - Niko Grafenauer - Drago Grah - Käthe Grah -
Nina Grahek Križnar - Olga Grahor - Saša Grahovac Fabbri - Rawley Grau - Sara Grbović - Vera Gregorač-Ivanšek - Simon Gregorčič -
Simon Gregorčič (mlajši) - Jolanta Groo-Kozak - Nada Grošelj - Marlena Gruda (PL) - Franc Grundtner - Alfonz Gspan -
Herbert Grün - Jožica Grum -Ada Gruntar Jermol? - Mita Gustinčič Pahor

## H
Josip Hacin - Fabjan Hafner - Gema Hafner - Stanislav Hafner - Zdenka Hafner Čelan - Maja Hajdinjak - Elida Hamzić Fürst - Ludwig Hartinger - Bruno Hartman -
Jožef Hasl -
Peter Hicinger - Hipolit Novomeški - Jože Hočevar (1929) - Klara Hočevar -
Matija Hočevar -
Irene Hoffman - Pavel Holeček - Lena Holmqvist -
Davorin Hostnik -
Jože Hradil - Mirko Hribar - Tine Hribar - 
Matej Hriberšek - Jasna Hrovat - Oskar Hudales -
Jurij Hudolin - Alojz Hussu

## I
Iztok Ilc - Iztok Ilich - Andrej Inkret - Andreja Inkret - Jelena Isak Kres - Jera Ivanc -
Stane Ivanc -
Jure Ivanušič

## J
Vladislav Jagodic -
Manfred Jähnichen -
Milan Jaklič -
Gitica Jakopin -
Vlasta Jalušič -
Tatjana Jamnik -
Rado Jan -
Stanko Janež -
Gustav Januš -
Jurij Japelj -
Mateja Jarc -
Stanko Jarc -
Urban Jarnik -
Marjan Javornik -
Mirko Javornik -
Placid Javornik -
Jože Javoršek -
Marija Javoršek -
Majda Jeglič - Anton Jehart -
Risto Jelačin -
Klemen Jelinčič Boeta - Rada Jelinčič - Ana Jelnikar -
Zdravko Jelinčič -
Lučka Jenčič Kandus -
Alenka Jensterle Doležal -
Luka Jeran -
Rudolf Jeran -
Sidonija Jeras -
Frančišek Jere -
Elza Jereb -
Saša Jerele -
Katarina Jerin -
Zoran Jerin -
Frane Jerman -
Zdenka Jerman -
Viktor Jesenik -
Mojca Jesenovec -
Milan Jesih -
Martin Jevnikar - Iva Jevtić - Jerneja Jezernik -
Janko Jež -
Niko Jež -
Erica Johnson Debeljak -
Venceslava Jordanova -
Klarisa Jovanović -
Alenka Jovanovski -
Boris Jukić -
Josip Jurca - Jernej Juren - Ljubo(mir) Jurković -
Barbara Juršič -
Friderik Juvančič

## K
Anton Kacin - Marija Kacin - Janez Kajzer - Andrej Kalan - Ludovika Kalan - Mara Kalan - Mija Kalan - Valentin Kalan - Andreja Kalc -
Uroš Kalčič - Branka Kalenić Ramšak - Štefan Kališnik - Ivana Kampuš - Marjana Karer -
Janoš Kardoš - Ljubica Karim Šerbetar - Pavel Karlin -
Matija Kastelec - Martin Peter Kastelic -
Jakob J. Kenda - Domen Kavčič - Taras Kermauner - Boris Kern -
Jelka Kernev Štrajn - Frank Kerže -
Jasna Kešpret - Marianne Kiauta-Brink -
Andrej Kikelj - Franc Kimovec - Božica Kitičić Prunč -
Vital Klabus -
Alenka Klabus Vesel - Ludvik Klakočer - Simon Klančnik - Kari Klemelä - Iva Klemenčič - Sandra Klemenčič - Stanko Klinar - France Klopčič -
Mile Klopčič - Marija Kmet - Fran Josip Knaflič - Rudolf Friderik Knapič - Zdenko Knez -
Seta Knop - Anamarija Kobal (-Paljetak) - Fran(ce) Kobal - Vinko Kobal -
Marjana Kobe - Zdravko Kobe - France Koblar - Diana Kobler Škoberne - Edvard Kocbek -
Gorazd Kocijančič -
Nike Kocijančič Pokorn - Aleksandra Kocmut - Daniela Kocmut - Kristina Kočan - Agnes Kojc - Anton Kolar -
Jana Kolarič - Ferdinand Kolednik -
Marija Kolenc - Karolina Kolmanič - Jaro Komac - Jadviga Komac Taljat - Aleš Komavec - Dean Komel - Mateja Komel Snoj -
Mirt Komel - Miklavž Komelj -
Suzana Koncut -
Branka Končar - Nada Konjedic - Cene Kopčavar - Jernej Kopitar - Silvester Kopriva - Lavoslav Koprivšek - Griša Koritnik - Igor Koršič - Gaja Kos - Janina Kos - Janko Kos - Jerca Kos - Sonja Kos-Kraigher - Ciril Kosmač - Jurij Kosmač - Josip Kosovel - Erwin Köstler - Silvin Košak - Marko Košan - Aleš Košar - Jože Košar - Mirko Košir - Niko Košir - Miroslav Košuta - Ciril Kovač - Maja Kovač, prevajalka - Ingrid Kovač Brus - Marija Kovač Kozina - Tita Kovač-Artemis -
Irena Kovačič - Lojze Kováčič - Marija Vida Kovačič - Iva Kovič - Jasna Kovič-Baebler - Jože Kovič - Kajetan Kovič -
Nina Kovič - Ferdo Kozak - Juš Kozak - Primož Kozak - Branimir Kozinc - Željko Kozinc - Jože Kozlevčar - Andrej Kragelj - Jožko Kragelj - Miha Kragelj - Alenka Kraigher-Gregorc - Katja Kraigher -
Maja Kraigher - Nada Kraigher - Uroš Kraigher - Fanika Krajnc Vrečko - Jožef Krajnc - Matej Krajnc -
Lojze Krakar - Drago Kralj - Franc Kralj - Gašper Kralj - Herta Kralj -
Lado Kralj -
Vladimir Kralj - Igor Kramberger - Janez Kranjc -
Mojca Kranjc -
Borut Kraševec - Desanka Kraševec - Aleksandra Krašovec -
Jože Krašovec - Aljoša Kravanja - Marko Kravos -
Tadeja Krečič Scholten - Bratko Kreft -
Janez Evangelist Krek - Rudolf Kresal - Ružena Kristan(-Popelak) - Zdenka Kristan - Jelena Križaj Stefanović - Jernej Križaj - Majda Križaj - Matejka Križan - Mirko Križman - Minka Kroflič - Marjan Krušič - Samo Krušič - Peter Kuhar -
Mirko Kuhel -
Blaž Kumerdej - Sonja Kuntner - Andreja Kurent - Tomaž (Viktor) Kurent - Niko Kuret - Ivan Kušar -
Samo Kuščer - Ciril Kutin - Samo Kutoš -
Mikloš Küzmič -
Štefan Küzmič -

## L
Aleksander Lah - Ivan Lah - Stane Lajevec -
Frančišek Lampe - Miha Lampreht - Igor Lampret -
Janez Langerholz - Jedrt Lapuh Maležič -
Maja Lavrač - Jože Lavrič -
Andrej Leben - Stanko Leben -
Božena Legiša - Leopold Lenard - Meta Lenart Perger - Rado Lenček -
Anton Lesar -
Alfred Leskovec - Andrea Leskovec - Lovro Leskovec - Žiga Leskovšek -
Tanja Lesničar Pučko - Bogdan Lešnik - Peter Levec - Fran Levstik -
Vladimir Levstik - Fran Lipah -
Alja Lipavic Oštir - Tajda Liplin Šerbetar - Tamara Lipovec -
Breda Lipovšek - Florjan Lipuš - Matija Lipužič -
Luka Lisjak Gabrijelčič - Janko Liška - Anton Logar - Cene Logar - Janez Logar - Nataša Logar - Peter Logar - Tone Logar - Lojzka Lombar Peterlin -
Tomaž Longyka - Andrej Loos - Janko Lorenci - Sončika Lorenci - Zdenka Lovec - Joža Lovrenčič - Vinko Lovšin - Janko Lozar - Tom Ložar - Primož Lubej -
Lučka Lučovnik - Dušan Ludvik - Rada Lukan - Franc Ksaver Lukman - Maja Lupša - Marija Lužnik

## M
Amalija Maček (Mergole) - Jože Maček -
Branko Madžarevič - France Magajna -
Tina Mahkota - Nives Mahne Čehovin -
Katarina Mahnič - Mirko Mahnič - Ferdinand Majaron - Viktor Majdič - Boris Majer - Ana Makuc -
Gašper Malej -
Mimi Malenšek - Jedrt Maležič - Miroslav Malovrh - Valentin Mandelc - Dijana Matković - Anton Mažgon -
Radojka Manfreda Modic - Miha Marek - Katarina Marinčič -
Marko Marinčič - Ivan Marković -
Josip Marn - Saša Martelanc - Peter Martinc -
Bilka Mate - Miha Mate - Dijana Matković - Rudi Meden - Mojca Medvešek - Stane Melihar -
Janez Menart - Helena Menaše -
Janez Mencinger - Mojca Merc - Alenka Mercina - Vojtěch Měrka (Mierka) - Polona Mertelj - Polona Mesec - Janko Messner -
Frančišek Metelko/Franc Serafin Metelko -
Tomaž Metelko - Petra Meterc - Dušan Mevlja -
Anton Mežnarc -
Špela Mihelač -
Marjanca Mihelič -
Mira Mihelič -
Mojca Mihelič -
Ferdinand Miklavc - Tamara Mikolič Južnič - Mira Miladinović Zalaznik -
Jolka Milič -
Ivan Minatti - Irene Mislej - Lada Mlekuž - Jože Mlinarič - Rastko Močnik - Gregor Moder -
Janko Moder -
Alenka Moder Saje - Milena Mohorič - Ela Mole - Rudolf Mole - Vojeslav Mole - Ivan Molek - Dušan Moravec - Brane Mozetič -
Uroš Mozetič - Matija Mrače - Helga Mračnikar - Ludvik Mrzel - Maruša Mugerli Lavrenčič - Ivan Mulaček -
Blažka Müller - Erna Muser - Janez Mušič -
Aleš Mustar -

## N
Anja Naglič - Vladimir Naglič - Mirko Napast - Janez Negro - Niki Neubauer - Andrej Novak -
Boris A. Novak -
Jaro Novak - Luka Novak - Maja Novak - Majda Novak Šijanec - Marjeta Novak Kajzer - Vilko Novak - Vilko Novak ml. - Antonija Novotny Rožanc - France Novšak -
Lili Novy -

## O
Ciril Oberstar - Seta Oblak - Ludvik Oblak (Cecilij Urban) - Mart Ogen -
Dušan Ogrizek - Jože Olaj - Klaus Detlef Olof - Ksenija Šoster Olmer - Franc Omerza -
Borut Omerzel - Tomaž Onič - Silvana Orel Kos - Božena Orožen - Janko Orožen - Ana Jasmina Oseban - Iztok Osojnik - Meta Osredkar -
Josip Osti -
Jelka Ovaska Novak - Irma Ožbalt -
Andrej Hiti Ožinger - Jana Osojnik Drolc -

## P
Anton Pace - Vlasta Pacheiner Klander - Erna Pačnik Felek -
Mihael Paglovec -
Neda Pagon -
Božidar Pahor - Anamarija Paljetak - Irena Pangeršič -
Nada Pantić Starič - France Papež - Jožef Papp -
Tone Pavček - Avgust Pavel -
Jana Pavlič - Staša Pavlović - Primož Pečenko -
Gregorij Pečjak - Janez Penca - Tone Perčič - Alenka Perger - Vladimir Perhavec - Andrej Peric (prej A. Pleterski) - Branko Perko - Gregor Perko - Žana Perkovskaja - Dušan Pertot - Rajko Perušek - Mojca Petaros - Polona Petek - Roža Petelin - Bernarda Petelinšek - Jože Peterlin - Vlado Peteršič - Anita Peti-Stančić - Lena Petrič (Holmqvist) - Tanja Petrič - Avgust Petrišič -
Tadeja Petrovčič Jerina -
Anton Pintar - Boris Pintar - Ivan Pintar - Jožica Pirc - Dušan Pirjevec - Nedeljka Pirjevec - Marta Pirnat Greenberg - Zlata Pirnat Cognard -
Klemen Pisk - Miroslav Plesničar - Jože Plešej - Miro Poč - Frane Podobnik -
Margit Podvornik Alhady -
Ana Pogačar -
Timothy Pogačar -
Barbara Pogačnik -
Vladimir Pogačnik -
Marko Pohlin - Jože Pokorn -
Sonja Polanc - Stane Potisk -
Marjan Poljanec - Primož Ponikvar - Marcello Potocco - Tomaž Potočnik -
Jure Potokar - Tone Potokar -
Lili Potpara - Julija Potrč-Šavli - Matjaž Potrč - Andrej Poznič -
Alja Predan -
Barbara Pregelj Balog -
Bogo Pregelj - Marjeta Prelesnik Drozg - Tatjana Premk -
Božidar Premrl - Vladimir Premru - Nikolaj Preobraženski - Mirko Pretnar - France Prešeren - Pia Prezelj - Bert Pribac - Vesna Prinčič - Ljudmila Prunk - Katarina Puc - Janez Pucelj -
Breda Pugelj - Milan Pugelj -
Alenka Puhar - Diana Pungeršič - Mara Puntar Goljevšček

## R
Franc Jakob Rac - Nikola Radev - Breda Rajar - Pavle Rak - Milan Rakočević - Karel Rakovec - Vlado Rape - Pavel Rasberger - Olga Ratej - Rado Rauber - Miroslav Ravbar - Patrizia Raveggi - Davorin Ravljen -
Matevž Ravnikar Poženčan - Anton Razinger - Jani Rebec - Slavko Rebec - Uršula Rebek -
Dušan Rebolj - Alojz Rebula -
Pija Regali - Lejla Rehar Sancin - Radivoj Rehar - Ivan Rejec -
Aleksandra Rekar - Franc Josip Remec - France Remec -
Stanka Rendla - Primož Repar - Lidija Rezoničnik Kamnik -
Rado Riha (!??)-
Jožef Rihar - Boris Rihteršič - Mirko Federico Rijavec - (Jevgenija Ivanovna Rjabova) - Maks Robič - Adolf Robida - Matej Rode - Aleš Rojec - Jurij Rojs - Aleksander D. Romanenko - Alenka Ropret -
Jana Rošker -
Veronika Rot - Veronika Rot Gabrovec - Braco Rotar -
Andrej Rozman - France Rozman - Katjuša Ručigaj - Branko Rudolf - Vida Rudolf - Urška Rupar Vrbinc -
Aldo Rupel - Dimitrij Rupel - Mirko Rupel - Gašper Rupnik - Marija Rus

## S
Mitja Saje - Ana Samardžija - Janko Samec - Smiljan Samec - Marija Samer -
Irena Samide - Marjana Samide - Valter Samide - Boris Sancin - Dušan Savnik - Samo Savnik - Mojca Savski - Peter Scherber -
Mojca Schlamberger Brezar - Lucia Gaja Scuteri -
Štefan Sedonja -
Mateja Seliškar Kenda - Peter Semolič -
Brane Senegačnik - Vladimir Senica - Dalja Sever Jurca - Jože Sever -
Sonja Sever - Meta Sever (Koren) - Špela Sevšek Šramel -
Eva Sicherl - Robert Simonič -
Primož Simoniti - Tita Simoniti - Barbara Simoniti -
Veronika Simoniti - Janez Sivec - Vesna Sivec Poljanšek - Jožef Skrbinšek -
Jaroslav Skrušný - Barbara Skubic -
Andrej E. Skubic -
Ivan Skušek -
Zoja Skušek - Maša Slavec -
Matija Slavič - France Slokan -
Rajko Slokar - Emil Smasek - Jožef Smej - Franjo Smerdu - Avgusta Smolej - Bogo Smolej -
Tone Smolej - Viktor Smolej - Vito Smolej - Marija Smolič? - Andrej Smrekar -
Andrej Snoj - Vid Snoj -
Darinka Soban - Tamara Soban - Josip Sodja - Anuška Sodnik - Guido Soklič -
Anton Sovre -
Darko Jan Spasov - Peter Srakar - Anita Srebnik - Dominik Srienc - Janez Sršen -
Jože Stabej - Veronika Stabej - Ciril Stani -
Alenka Stanič - Janez Stanič - Tatjana Stanič - Valentin Stanič -
Majda Stanovnik -
Sonja Stergaršek - Bogo Stopar - Franc Stopar - Majda Strašek Januš - Danni Stražar -
Josip Stritar - Gregor Strniša -
Marjan Strojan - Irena Struna? - Primož Sturman - Namita Subiotto - Josip Suchy - Nives Sulič Dular - Maja Sunčič - Anton Sušnik - Lovro Sušnik - Ivo Svetina - Peter Svetina - Janez Svetina - Stanko Svetina

## Š
Franček Šafar - Maks Šah -
Katarina Šalamun-Biedrzycka - Tomaž Šalamun - Severin Šali - Katja Šaponjić - Mitja Šarabon - Mihaela Šarič - Dragotin Šauperl - Mojca Šauperl - Ivan Šavli - Jernej Šček -
Barbara Šega-Čeh - Franc Serafin Šegula -
Slavo Šerc - Osip Šest - Madita Šetinc Salzmann - Alojz Šercelj - Olga Šiftar-Rapoša -
Damijan Šinigoj - Črtomir Šinkovec - Ivan Šinkovec - Matjaž Šinkovec - Jože Šircelj - Albert Širok -
Ada Škerl -
Silvester Škerl - Amat Škerlj - Ružena Škerlj - Stanko Škerlj - Zdenka Škerlj Jerman - Kajetan Škraban -
Simona Škrabec - Jasna Škrinjar Taufer -
Jožef Škrinar - Sergij Šlenc - Matej Šmalc - Jože Šmit - Franc Šmon - Jakob Šolar - Branko Šömen - Mojca Šorli - Veronika Šoster - Sara Špelec -
Miran Špelič - Katja Špur -
Modest Šraj -
Špela Šramel - Franc Šrimpf - (Urban Šrimpf) - Bina Štampe Žmavc - Ivo Štandeker - Milan Štante -
Rozka Štefan -
Tea Štoka - Tina Štrancar - Marija Sotnikova Štraus - France Jaroslav Štrukelj - Ciril Štukelj - Jaka Štular - Franc Šturm - Vida Šturm -
Rapa Šuklje - Jožef Šubic (prevajalec) - Maja Šučur -
Jelica Šumić Riha - France Šušteršič - Aleksa Šušulić -
Andrea Švab - Marija Švajncer (1922-2020)

## T
Anton Tanc - Urban Tarman - Veno Taufer - Marijan Tavčar - Zora Tavčar - Janko Tavzes -
Fran Tekavčič - Bogo Teplý - Darja Teran - Franc Terseglav -
Barbara J. Terseglav - Karmen Teržan-Kopecky - Danni Tomažin - Špela Tomec - Ivan Tominec - Dušan Tomše - Ivan Tomšič -
Tadeja Tomšič - Andrina Tonkli Komel - Tomaž Toporišič - Silvo Torkar -
Suzana Tratnik - Ivica Tratnik Prinčič -
Anton Traven - Tadej Trebec -
Borut Trekman -
Irena Trenc Frelih - Ivan Trinko - Primož Trobevšek - Rudolf Trofenik - Filip Trpin -
Primož Trubar -
Juš Turk -
Davorin Trstenjak - Tadej Turnšek - Mihael Tušek

## U
Aleš Učakar - Jože Udovič - Ana Ugrinović -
Evelina Umek -
Jana Unuk -
Ivan Urbanec - Boris Urbančič - Ivan Urbančič - Cecilij Urban - Umberto Urbani - Alenka Urh - Anja Uršič -
Lojze Uršič - Aleš Ušeničnik

## V
Helena Valentinčič - Nika Valjavec -
Nataša Varušak - Marjeta Vasič - Nataša Velikonja -
Vesna Velkovrh Bukilica - Boris M. Verbič - Boris Verbič ml. - Franc Verbinc -
Ivan Vesel Vesnin - Jovan Vesel Koseski - Matjaž Vesel - Maks Veselko star. -
Maks Veselko ml. -
Štefan Vevar - Fran Vidic - Josip Vidmar - Ada Vidovič Muha -
Nives Vidrih - Albin Vilhar - Cene Vipotnik - Fran(c) Virant - Špela Virant - Sara Virk - Tomo Virk -
Maja Visenjak Limon -
Primož Vitez - Jean Vodaine -
Rafko Vodeb - Dora Vodnik - France Vodnik - Valentin Vodnik - Špela Vodopivec - Vlado Vodopivec - Božo Vodušek - Mara Vodušek-Kodrič - Nada Vodušek? - Herman Vogel -
Franc Vogelnik -
Dušan Voglar - Nada Voglar - Urša Vogrinc Javoršek - Marija Volčič-Cvetko - Janja Vollmaier Lubej -
Jurij Volz -
Ksaverij Vorenz - Uroš Vošnjak - Erika Vouk - Ivan Vouk - Joža Vovk - Jože Vovk (1909) -
Urban Vovk - Pavle Vozlič -
Radojka Vrančič - Vanda Vremšak Richter - France Vrbinc -
Marjeta Vrbinc - Miha Vrbinc - Vesna Kovjanić Janković - Branko Vrčon - Zima Vrščaj-Holy - Zarja Vršič - France Vurnik

## W
Metka Wakounig - Sonja Weiss - Matevž Wolf - Vida Wolf - Konstantin Wurzbach

## Z
Igor Zabel - Dušanka Zabukovec - Urša Zabukovec - (Victoria Zabukovec) - Mihael Zagajšek - Franci Zagoričnik -
Cvetko Zagorski - Katja Zakajšek - Viktor Zalar -
Andrej Zamejic - Rade Zaplotnik -
Matija Zemljič -
Anton Zevnik -
Josip Zidanšek -
Josip Zidar - Boris Ziherl - Anton Zima -
Marija Zlatnar Moe - Barbara Zlobec -
Ciril Zlobec -
Jaša Zlobec - Veronika Zlobec -
Yaroslava Zlupko - Janez Zor -
Stane Zore - Ivan Zorec - Ivan Zorman - Jaša Zorn -
Ivan Zrimšek - Božo Zuanella - France Zupan - Jakob Zupan - Vinko Zupan - Vitomil Zupan -
Boštjan Zupančič - Jože Zupančič - Metka Zupančič -
Janez Zupet -
Savina Zwitter

## Ž
Ana Žabkar Šalić - Janez Žagar - Stanko Žakelj - Špela Žakelj - Mojka Žbona - Dušan Željeznov -
Tatjana Žener - Eva Žerjav - Branimir Žgajner - Adela Žgur - Ladislav Žimbrek - Davorin Žitnik - Kostja Žižek -
Slavoj Žižek - Anton Žun - Živan Žun -
Oton Župančič - Jernej Županič -
Branko Žužek -